# 埼玉県立栗橋北彩高等学校
埼玉県立栗橋北彩高等学校（さいたまけんりつ くりはしほくさいこうとうがっこう）は、埼玉県久喜市伊坂南二丁目に所在する公立の高等学校。2010年（平成22年）4月1日、埼玉県立北川辺高等学校および埼玉県立栗橋高等学校が再編統合し、旧埼玉県立栗橋高等学校の所在地で新たに開校した。

## 設置学科
- 単位制 普通科

尚、2年次からは「プログレスプラン」、「ステップアッププラン」、「ビジネスプラン」、「ホームエコノミクスプラン」のいずれかを選択し、学習する。

## 沿革
- 2010年（平成22年）4月1日：埼玉県立北川辺高等学校および埼玉県立栗橋高等学校が再編統合し、埼玉県立栗橋北彩高等学校として開校（所在地は旧栗橋高等学校と同一）。
- 2022年（令和4年）3月19日：前日に栗橋駅西（栗橋地区）土地区画整理事業の換地処分が公告された[2]ことに伴い、施行区域で町名地番変更が行われ[3]、所在地が伊坂1番地から伊坂南二丁目16番地に変更される[4]。

## 交通
- 栗橋駅西口より徒歩10分